# Ligas de Resistencia
Ligas de Resistencia  fue la denominación que recibieron en Yucatán, México, a principios del siglo XX, los subcomités del Partido Socialista del Sureste cuando en mayo de 1917 este partido político fue reorganizado bajo el liderazgo del gobernador Salvador Alvarado con miras a las campañas electorales que se avecinaban tras la promulgación de la Constitución Política de los Estados Unidos Mexicanos en febrero de ese mismo año. Del mismo modo estas Ligas de Resistencia estaban orientadas a luchar social y políticamente en favor de los intereses populares en cuestiones como los asuntos agrarios, la educación, la cultura y el deporte. También orientadas hacia la defensoría jurídica de los sectores más desfavorecidos económicamente de la sociedad yucateca de aquel entonces y hacia la promoción y la propaganda de los temas de interés colectivo.

## Datos históricos
El término de Liga de Resistencia se derivó de la denominación que habían recibido en Europa las organizaciones insurreccionales, frecuentemente de agitación y anarquistas, en la segunda mitad del siglo XIX. Aunque estas ligas europeas habían sido generalmente antigobiernistas y por naturaleza opuestas a toda acción electoral y parlamentaria, en el caso de Yucatán fueron diseñadas y operadas con gran éxito político y fuerte ascendencia popular, bajo la estructura de un gobierno de cambio que se gestó en el estado de Yucatán a partir de la acción, primero y del triunfo, después, del constitucionalismo mexicano en el marco del gran movimiento revolucionario de ese país ocurrido durante las primeras décadas del siglo XX.
Ernest Gruening, periodista y político estadounidense de la época, siendo testigo del arraigo político que alcanzaron las Ligas de Resistencia en la sociedad peninsular y la velocidad con la que permearon a los diversos estratos sociales, tratando de explicar el fenómeno, las definió como:

"...combinación de sindicato, club político, centro educacional y cooperativa...".

A partir de 1918 y una vez descartada la participación de Salvador Alvarado en las elecciones constitucionales por su falta de arraigo domiciliario en Yucatán conforme a la nueva legalidad constitucional, las Ligas avanzaron vertiginosamente tanto en su organización como en el grado de politización de la sociedad en tal forma que su creación alcanzó las más remotas poblaciones del Yucatán de aquella época. Durante el Congreso Obrero de Motul de 1918, se les dio una carta de reconocimiento y de institucionalización al crearse una Liga central que constando de varios departamentos fue encargada de virtualmente todo el accionar político del Partido Socialista del Sureste. Felipe Carrillo Puerto, líder de ese partido en la época, llegó a calificarlas como:

"...constituyen una organización que permea hasta la última aldea del estado (...) son más que un partido político y más que una institución educativa, más aún que un instrumento para gobernar. Las Ligas son un instrumento que está transformando a la clase campesina yucateca, al indio maya, dándole el poder que requiere para llevar a cabo un amplio programa que abrirá el camino de un profundo cambio social..".

Cada Liga local llevaba a cabo reuniones periódicas en las que se discutían problemas del lugar. Las conclusiones y las peticiones que derivaban de estas reuniones eran trasladadas a las asambleas estatales, en las que por la fuerte vinculación con el gobierno socialista establecido se lograban soluciones concretas a problemas determinados. Así, las Ligas se convirtieron por su capacidad de gestión en el canal de comunicación idóneo entre el pueblo y el gobierno. A finales de 1923 estas células llegaron a tener 80.000 afiliados (Yucatán a la sazón tenía poco más de 400.000 habitantes), activos y comprometidos políticamente, al ver cómo sus problemas encontraban solución.
El asesinato de Felipe Carrillo Puerto el 3 de enero de 1924 mediante su artero fusilamiento por sedicentes delahuertistas encabezados por un militar golpista de nombre Juan Ricárdez Broca, alentado que fue económicamente por elementos representantes de la vieja y ya para entonces defenestrada casta divina lugareña, decapitó a las Ligas privándolas del liderazgo que les daba cohesión y eficacia a su operación. A partir del momento en que el golpe de Estado en Yucatán se consumó, las Ligas de Resistencia comenzaron a decaer y poco a poco perdieron su influencia hasta que la estructura del poder federal las absorbió, desnaturalizándolas y finalmente haciéndolas desaparecer.